# 金声伯
金声伯（1930年—2017年6月19日），男，江苏苏州人，中国评话表演艺术家，第七届中国曲艺牡丹奖终身成就奖得主。